# Caso Retiro de Televisores
El Caso Retiro de Televisores es un proceso judicial a causa de la Operación Retiro de Televisores, nombre en clave que se dio al desentierro de los cadáveres de prisioneros políticos de la dictadura militar de Augusto Pinochet, que fueron sepultados en fosas clandestinas en todo Chile para ser arrojados al mar. La operación fue dictada por ordenanza del mismo Pinochet, a través de criptogramas que se enviaron a los regimientos del país. La fecha del desentierro se estima durante los últimos días de 1975.

## Historia
El primer episodio de la Operación Retiro de Televisores fue el caso de desentierros de Calama, y masivamente se llevó a cabo a partir de diciembre de 1978 a causa del hallazgo de los cuerpos de quince campesinos asesinados por carabineros, cuyos cadáveres fueron escondidos en los hornos de Lonquén, al sur de Santiago. En todo el país fueron hechos desaparecer cuerpos; en el sur fueron particularmente activos.
La parte querellante sostuvo que no se trataba meramente de un delito de exhumación ilegal, al desenterrar los cuerpos y hacerlos desaparecer, sino que se había actuado como encubridores de secuestro y homicidio, intentando borrar la huella de los crímenes cometidos por la Caravana de la Muerte en 1973.

## Importancia
De acuerdo al periodista Jorge Escalante en entrevista con Tomás Mosciatti en CNN Chile el 1 de octubre de 2013 el número de cuerpos hechos desaparecer fue alrededor de 150. El operativo fue conocido y ordenado por Augusto Pinochet como lo hizo conocer un fallo de la Corte Suprema de 2009.

Punta Arenas
15 de agosto de 2009
Señor
Editor diario The Clinic
Presente

La Suprema ratificó que Pinochet ordenó lanzar al mar restos de ejecutados políticos
El crimen formaba parte de la “Operación Retiro de Televisores”.
Además, se confirmó la condena por 270 días de presidio a nueve ex militares.
La Corte Suprema ratificó que el fallecido dictador Augusto Pinochet ordenó lanzar al océano los cadáveres y restos óseos de todos los ejecutados políticos tras el golpe militar de 1973.
El lanzamiento de los detenidos en regimientos del Ejército formaba parte de un instructivo conocido como “Operación Retiro de Televisores”, la que se reveló en la indagatoria por las desapariciones de los colaboradores del expresidente Salvador Allende.
Además, el máximo tribunal confirmó la condena a nueve integrantes de la institución por 270 días de presidio, entre ellos los oficiales en retiro Hernán Canales y José Barriganti y el ex suboficial Eliseo Cornejo.
Las víctimas corresponden a detenidos en La Moneda el 11 de septiembre de 1973, que fueron llevados al Regimiento Tacna y posteriormente fusilados en Peldehue.
En diciembre de 1978, tras descubrirse los cadáveres de 18 campesinos y obreros en Lonquén, la dictadura ordenó el denominado Retiro de Televisores, por los que los restos fueron desenterrados, echados en sacos y lanzados al mar.

Agrupación Solidaria de Ex Presos Políticos y Torturados de Magallanes